# Djamel-Eddine Derdour
Djamel-Eddine Derdour, dit Jamel Derdour, né le 4 mars 1907 à Bône (actuellement Annaba) et mort le 5 décembre 2007 à Surcouf, est le doyen des chirurgiens-dentistes algériens. Il a aussi été entre le 10 novembre 1946 et le 4 juillet 1951, avant l'indépendance de l'Algérie, un homme politique algérien.

## Biographie
Le 20 août 1947, lors de la discussion sur le statut de l'Algérie à l'Assemblée, il réclame une « assemblée constituante algérienne, souveraine, élue au suffrage universel, sans distinction de race ou de religion, seule habilitée pour doter l'Algérie de la Constitution qui lui convient ».
Il est également élu conseiller municipal de Constantine en 1947.